# Hieracium froelichianum
Lo sparviere di Froelich (nome scientifico  Hieracium froelichianum   Buek, 1840) è una specie di pianta angiosperma dicotiledone della famiglia delle Asteraceae.  Hieracium froelichianum   è anche l'unica "specie principale" italiana appartenente alla sezione Hieracium sect. Alpestria  (Fr.) Arv.-Touv..

## Etimologia
Il nome del genere deriva dalla parola greca hierax o hierakion (= sparviere, falco). Il nome del genere è stato dato inizialmente dal botanico francese Joseph Pitton de Tournefort (1656 - 1708) rifacendosi probabilmente ad alcuni scritti del naturalista romano Gaio Plinio Secondo (23 - 79) nei quali, secondo la tradizione, i rapaci si servivano di questa pianta per irrobustire la loro vista. L'epiteto specifico (froelichianum ) ricorda il medico e botanico tedesco J.A. von Frolich (1766 - 1841).
Il nome scientifico della specie è stato definito dal botanico Heinrich Wilhelm Buek (1796-1878) nella pubblicazione " Genera, Species et Synonyma Candolleana" ( Gen. Sp. Synon. Cand. Index, 2: p. v) del 1840. Il nome scientifico della sezione è stato definito dai botanici Jean Maurice Casimir Arvet-Touvet (1841-1913) e Elias Magnus Fries (1794-1878).

## Descrizione
Habitus. La forma biologica prevalente è emicriptofita scaposa (H scap), ossia in generale sono piante erbacee (e aromatiche), a ciclo biologico perenne, con gemme svernanti al livello del suolo e protette dalla lettiera o dalla neve. Le specie di questo gruppo sono piante di tipo fillopode (raramente sono hypofillopode). Tutte le specie del gruppo sono provviste di latice.
Fusto. I fusti, in genere eretti e ascendenti, da molli a robusti, sono di solito solitari o mediamente ramificati. Il colore varia da verde a verde-glauco (rosso-violaceo in basso). Le radici in genere sono di tipo fittonante. L'altezza delle piante varia da 30 a 50 cm.
Foglie. Sono presenti sia foglie delle rosette basali che cauline con disposizione alterna. Le lamine sono intere o dentate con forme da ovate o ampiamente ellittiche fino a ampiamente lanceolate; la consistenza è molle; il colore è verde o verde-glauco. La superficie può essere ricoperta da peli semplici o ramificati. I piccioli sono seminascosti da una densa villosità sericea allungata di peli ghiandolari. Le foglie basali (da 3 a 5) sono lungamente picciolate. Le foglie cauline (da 3 a 5) sono confluenti nel picciolo, alato-picciolate, arrotondate (quasi cordate) e semi-amplessicauli.
Infiorescenza. Le sinflorescenze sono del tipo lassamente panicolate con 2 - 4 rami e 1 - 3 capolini (totale fino a 8 capolini). L'acladio è di 1 – 5 cm. L'infiorescenza è composta da un solo capolino terminale. I capolini, solamente di tipo ligulifloro, sono formati da un peduncolo (sottile o ingrossato) sotteso da alcune brattee fogliacee e da un involucro composto da diverse brattee (o squame) all'interno delle quali un ricettacolo fa da base ai fiori ligulati. L'involucro ha una forma semi-ellissoide ed è formato da diverse serie di brattee. Le brattee sono colorate di verde scuro e sono disposte su due serie appressate con forme lanceolate e apici acuti. Il ricettacolo, alla base dei fiori, può essere cigliato, oppure può essere nudo (senza pagliette). Gl'involucri sono seminascosti da una densa villosità sericea allungata di peli ghiandolari. Dimensione dell'involucro: 9 – 10 mm
Fiori. I fiori, tutti ligulati, sono tetra-ciclici (ossia sono presenti 4 verticilli: calice – corolla – androceo – gineceo) e pentameri (ogni verticillo ha in genere 5 elementi). I fiori sono ermafroditi, fertili e zigomorfi.
- Formula fiorale:

*/x K {\displaystyle \infty }, [C (5), A (5)], G 2 (infero), achenio
- Calice: i sepali del calice sono ridotti ad una coroncina di squame.
- Corolla: le corolle sono formate da un tubo e da una ligula terminante con 5 denti; il colore è giallo. I denti delle ligule sono sparsamente cigliati. Dimensioni delle ligule: larghezza 2 mm; lunghezza 15 – 20 mm.
- Androceo: gli stami sono 5 con filamenti liberi, mentre le antere sono saldate in un manicotto (o tubo) circondante lo stilo.[14] Le antere alla base sono acute. Il polline è tricolporato.[15]
- Gineceo: lo stilo giallo (con tendenza al nerastro) è filiforme e peloso sul lato inferiore; gli stigmi dello stilo sono due divergenti. L'ovario è infero uniloculare formato da 2 carpelli. La superficie stigmatica è interna.[16]
- Antesi: (fioritura anticipata con picco antesico tra primavera e estate).

Frutti. I frutti sono degli acheni con pappo. Gli acheni hanno una forma da oblunga a obovoide-obconica con apice troncato e privi di becco (non sono compressi); in alcuni casi gli acheni sono provvisti di coste longitudinali. Il pappo si compone di peli semplici grigiastri, scabri o barbati (non piumosi). Raramente il pappo è assente. Dimensione degli acheni: 2,8 - 3,3 mm.

## Biologia
Impollinazione: l'impollinazione avviene tramite insetti (impollinazione entomogama tramite farfalle diurne e notturne).

Riproduzione: la fecondazione avviene fondamentalmente tramite l'impollinazione dei fiori (vedi sopra).

Dispersione: i semi (gli acheni) cadendo a terra sono successivamente dispersi soprattutto da insetti tipo formiche (disseminazione mirmecoria). In questo tipo di piante avviene anche un altro tipo di dispersione: zoocoria. Infatti gli uncini delle brattee dell'involucro (se presenti) si agganciano ai peli degli animali di passaggio disperdendo così anche su lunghe distanze i semi della pianta.

## Distribuzione e habitat
Geoelemento: il tipo corologico (area di origine) è Orofita - Europeo.

Distribuzione: in Italia questa specie si trova (raramente) su tutto l'arco alpino.

Habitat: l'habitat preferito per queste piante sono i pascoli alpini e le alnete.

Distribuzione altitudinale: sui rilievi alpini, in Italia, queste piante si possono trovare da 1.600 a 2.000 m s.l.m..

## Tassonomia
La famiglia di appartenenza di questa voce (Asteraceae o Compositae, nomen conservandum) probabilmente originaria del Sud America, è la più numerosa del mondo vegetale, comprende oltre 23.000 specie distribuite su 1.535 generi, oppure 22.750 specie e 1.530 generi secondo altre fonti (una delle checklist più aggiornata elenca fino a 1.679 generi). La famiglia attualmente (2021) è divisa in 16 sottofamiglie.

### Filogenesi
Il genere di questa voce appartiene alla sottotribù Hieraciinae della tribù Cichorieae (unica tribù della sottofamiglia Cichorioideae). In base ai dati filogenetici la sottofamiglia Cichorioideae è il terz'ultimo gruppo che si è separato dal nucleo delle Asteraceae (gli ultimi due sono Corymbioideae e Asteroideae). La sottotribù Hieraciinae fa parte del "quinto" clade della tribù; in questo clade è posizionata alla base ed è "sorella" al resto del gruppo comprendente, tra le altre, le sottotribù Microseridinae e Cichoriinae. Il genere  Hieracium (insieme al genere Pilosella) costituisce il nucleo principale della sottotribù Hieraciinae e formano (insieme ad altri generi minori) un "gruppo fratello" posizionato nel "core" delle Hieraciinae.
Il genere Hieracium è un genere estremamente polimorfo con maggioranza di specie apomittiche. Di questo genere sono descritte circa 1000 specie sessuali e oltre 3000 specie apomittiche, delle quali circa 250 e più sono presenti nella flora spontanea italiana. Alcuni taxon collegati alle varie specie del genere sono sottospecie, altri sono considerati aggregati (o inclusi), e altri ancora sono considerati "intermediari" (o impropriamente ibridi in quanto queste specie essendo apomittiche non si incrociano e quindi non danno prole feconda) con altre specie. A causa di ciò si pongono dei problemi di sistematica quasi insolubili e per avere uno sguardo d'insieme su questa grande variabilità può essere necessario assumere un diverso concetto di specie. Qui in particolare viene seguita la suddivisione del materiale botanico in sezioni così come sono elencate nell'ultima versione della "Flora d'Italia".
La specie di questa voce è descritta all'interno della sezione Hieracium sect. Alpestria. La sezione XXVIII Alpestria, insieme alle sezioni Subalpina, Bocconea, Pulmonarioidea, Jurassica e Umbrosa, costituisce un gruppo di specie intermediarie a distribuzione prevalentemente subalpina; in particolate la sezione della specie di questa voce ha delle affinità con la sezione Prenanthoidea.
I caratteri principali della sezione sono:
- le specie di questo gruppo sono piante di tipo fillopode (raramente sono hypofillopode);
- i piccioli e gl'involucri sono seminascosti da una densa villosità sericea allungata di peli ghiandolari (i peli semplici e stellati sono da sparsi a densi);
- le foglie cauline (da 3 a 5) sono confluenti nel picciolo, alato-picciolate, arrotondate (quasi cordate) e semi-amplessicauli;
- i denti delle ligule sono sparsamente cigliati;
- gli acheni hanno delle dimensioni tra 3 e 4,5 mm;
- la fioritura è anticipata (il picco antesico è primaverile-estivo).

In particolare questa specie ha dei caratteri più simili alla specie H. bifidum che alla specie H. jurassicum.
L'indumentum è uno degli elementi più importanti per distinguere le varie specie. H. froelichianum è caratterizzato dalla seguente pubescenza:
| Tipo peli                                                        | Caule                         | Foglie                               | Peduncoli dei capolini                                                        | Brattee involucrali              |
| ---------------------------------------------------------------- | ----------------------------- | ------------------------------------ | ----------------------------------------------------------------------------- | -------------------------------- |
| Peli semplici: lunghi 0,8 - 1,5 mm, molli, bianchi e denticolati | Da sparsi a densi             | Da assenti a densi                   | Da sparsi a densi con basi nere                                               | Da sparsi a densi                |
| Peli ghiandolari                                                 | Dal basso: da assenti a densi | Al margine e sulle nervature: sparsi | Da sparsi a densi, lunghi 0,4 - 0,6 mm, con peduncoli neri e ghiandole gialle | Da densi a piuttosto densi       |
| Peli stellati                                                    | Assenti                       | Densi sulle nervature                | Densi                                                                         | Densi e di aspetto grigio-lanoso |

Il numero cromosomico di  H. froelichianum  è: 2n = 27 e 36.

### Sottospecie
Per questa specie sono riconosciute le seguenti 15 sottospecie presenti nella flora spontanea italiana:
- Hieracium froelichianum subsp. beauverdianum (Besse & Zahn) Gottschl. & Greuter - Distribuzione: Valle d'Aosta
- Hieracium froelichianum subsp. cavicola  Gottschl. - Distribuzione: Piemonte
- Hieracium froelichianum subsp. crepididens (Zahn) Gottschl. & Greuter - Distribuzione: Piemonte
- Hieracium froelichianum subsp. epimediiforme (Benz & Zahn) Gottschl. & Greuter - Distribuzione: Friuli
- Hieracium froelichianum subsp. epimedium (Fr.) Gottschl. & Greuter - Distribuzione: Alpi occidentali
- Hieracium froelichianum subsp. exilentum (Arv.-Touv.) Gottschl. & Greuter - Distribuzione: Alpi
- Hieracium froelichianum subsp. froelichianum - Distribuzione: Alpi orientali
- Hieracium froelichianum subsp. heterolobum (Zahn) Gottschl. & Greuter - Distribuzione: Piemonte
- Hieracium froelichianum subsp. laevipedunculum (Zahn) Gottschl. & Greuter - Distribuzione: Piemonte
- Hieracium froelichianum subsp. laricicola (C.Bicknell & Zahn) Gottschl. & Greuter - Distribuzione: Piemonte
- Hieracium froelichianum subsp. macilentum (Fr.) Gottschl. & Greuter - Distribuzione: Alpi occidentali
- Hieracium froelichianum subsp. punctiferum  Gottschl. - Distribuzione: Piemonte
- Hieracium froelichianum subsp. subepimedium (Murr & Zahn) Gottschl. & Greuter - Distribuzione: Trentino-Alto Adige
- Hieracium froelichianum subsp. subvulsum (Zahn) Gottschl. & Greuter - Distribuzione: Alpi occidentali
- Hieracium froelichianum subsp. wimmeri (R.Uechtr.) Gottschl. & Greuter - Distribuzione: Trentino-Alto Adige

#### Specie incluse
Le seguenti 10 specie sono "incluse" nel gruppo del Hieracium froelichianum:
- Hieracium arrostocephalum Omang - Distribuzione: Islanda
- Hieracium breve  Beeby - Distribuzione: Gran Bretagna
- Hieracium glaucelloides  Omang - Distribuzione: Norvegia
- Hieracium glaucellum  Lindeb. - Distribuzione: Norvegia e Svezia
- Hieracium hartzianum  Dahlst. - Distribuzione: Isole Faer Oer
- Hieracium moravicum  Oborny - Distribuzione: Repubblica Ceca e Slovacchia
- Hieracium ostenfeldii  Dahlst. - Distribuzione: Isole Faer Oer
- Hieracium phyllochnoum  Omang - Distribuzione: Islanda
- Hieracium segregatum  Wiinst. - Distribuzione: Danimarca
- Hieracium zetlandicum  Beeby - Distribuzione: Gran Bretagna